# Mos (Aude)
Mos (en francès Moux) és un municipi francès situat al departament de l'Aude i a la regió d'Occitània.